# William Willett

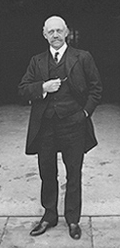
William Willett w 1909 r.

William Willett (ur. 10 września 1856 w Farnham, w hrabstwie Surrey, zm. 4 marca 1915) – angielski propagator koncepcji czasu letniego.
W 1907 roku, korzystając z własnych środków finansowych, opublikował broszurę The Waste of Daylight, w której zaproponował, aby w okresie letnim zegary były przestawiane o 80 minut, co jego zdaniem przyniosłoby oszczędności na oświetlaniu rzędu 2,5 mln funtów i doprowadził do podjęcia kwestii zmiany czasu na forum brytyjskiego parlamentu, jednak bez powodzenia.
Jest prapradziadkiem Chrisa Martina, wokalisty zespołu Coldplay.